# Dalbergia malabarica
Dalbergia malabarica är en ärtväxtart som beskrevs av David Prain. Dalbergia malabarica ingår i släktet Dalbergia, och familjen ärtväxter. Inga underarter finns listade i Catalogue of Life.